# Tinamuer
Tinamuerne (latin: Tinamiformes) er en syd- og mellemamerikansk fugleorden med 47 arter fordelt på en familie (Tinamidae) med 9 slægter.
- Orden Tinamuer Tinamiformes
  - Familie Tinamidae
    - Slægt *Tinamus
      - Gråisset tinamu, Tinamus guttatus 
      - Grå tinamu, Tinamus tao
      - Olivengrå tinamu, Tinamus solitarius
      - Gråsort tinamu, Tinamus osgoodi
      - Stor tinamu, Tinamus major

    - Slægt Nothocercus
      - Bjergskovstinamu, Nothocercus bonapartei 
      - Rødhovedet tinamu, Nothocercus julius
      - Hættetinamu, Nothocercus nigrocapillus

    - Slægt Crypturellus
      - Sorttinamu, Crypturellus berlepschi 
      - Lille tinamu, Crypturellus soui
      - Asketinamu, Crypturellus cinereus 
      - Tepuitinamu, Crypturellus ptaritepui 
      - Brun tinamu, Crypturellus obsoletus
      - Bølgetinamu, Crypturellus undulatus
      - Lysbrunet tinamu, Crypturellus transfasciatus
      - Brasiliansk tinamu, Crypturellus strigulosus
      - Gråbenet tinamu, Crypturellus duidae
      - Rødbenet tinamu, Crypturellus erythropus
        - Magdalenatinamu, Crypturellus erythropus saltuarius

      - Gulbenet tinamu, Crypturellus noctivagus
      - Sodkronet tinamu, Crypturellus atrocapillus
      - Krattinamu, Crypturellus cinnamomeus
      - Gråbrystet tinamu, Crypturellus boucardi 
      - Chocotinamu, Crypturellus kerriae 
      - Sorthovedet tinamu, Crypturellus variegatus 
      - Rustfarvet tinamu, Crypturellus brevirostris
      - Bartletts tinamu, Crypturellus bartletti
      - Kortnæbbet tinamu, Crypturellus parvirostris 
      - Båndtinamu, Crypturellus casiquiare
      - Tataupatinamu, Crypturellus tataupa

    - Slægt Rhynchotus
      - Pampashøne, Rhynchotus rufescens

    - Slægt Nothoprocta
      - Stor bjergtinamu, Nothoprocta taczanowskii
      - Kalinowskis tinamu, Nothoprocta kalinowskii
      - Bjergtinamu, Nothoprocta ornata
      - Chiletinamu, Nothoprocta perdicaria 
      - Mørkvinget tinamu, Nothoprocta cinerascens 
      - Andestinamu, Nothoprocta pentlandii
      - Seglnæbbet tinamu, Nothoprocta curvirostris

    - Slægt Nothura
      - Hvidbuget vagteltinamu Nothura boraquira 
      - Vagteltinamu Nothura minor
      - Andesvagteltinamu Nothura darwinii 
      - Plettet vagteltinamu Nothura maculosa
      - Chacovagteltinamu Nothura chacoensis 

    - Slægt Taoniscus
      - Dværgtinamu , Taoniscus nanus 

    - Slægt Eudromia
      - Toptinamu, Eudromia elegans 
      - Quebracho-toptinamu, Eudromia formosa 

    - Slægt Tinamotis
      - Punatinamu, Tinamotis pentlandii
      - Patagonsk tinamu, Tinamotis ingoufi

- Wikimedia Commons har flere filer relateret til Tinamuer